# Арис Велухиотис
Атанасиос Кларас (на гръцки: Θανάσης Κλάρας), с партизанско име Арис Велухиотис (на гръцки: Άρης Βελουχιώτης), е гръцки революционер от ХХ век.
Той е член Централния комитет на Комунистическата партия на Гърция, пръв главнокомандващ ЕЛАС.

## Биография
Произхожда от заможно семейство на юрист.
Революционната си дейност започва след края на операция Марита и капитулацията на кралство Гърция пред силите на Оста.
На 7 юни 1942 г. се появява със своя група в село Домниста. На общоселско събрание на мегдана на селото се представя за гръцки капитан от артилерията (Кларас никога не е бил артилерист) и с лично име Арис (от Арес – древногръцкия бог на войната), а фамилията Велухи приема по името на местната планина. Заблуждава насъбралите се селяни, че се ползва с подкрепата на СССР и организира съпротивително движение.
Влиза в контакт с Наполеон Зервас, за да организира под непосредственото дирижиране от британското Управление за специални операции (УСО) на диверсията с взривяването на моста над село Горгопотамос. Съпругата му носи моминската фамилия Зервас, поради което зложелателите му го свързват по сватовство с Наполеон Зервас.
След потопеното в кръв гръцко въстание в Близкия Изток (1944) влиянието на Атанасиос Кларас спада рязко за сметка на Маркос Вафиадис и на Никос Захариадис, освободен (1945) от концентрационния лагер в Дахау.
През юни 1945 г. малобройният партизански отряд на Кларас е обкръжен в околностите на Арта и разгромен. Главата му, заедно с тази на адютанта му, е изложена на централния площад на Трикала.